# Sant Pere de Jou
Sant Pere de Jou és l'església parroquial del poble de Jou, en el terme municipal de la Guingueta d'Àneu, a la comarca del Pallars Sobirà. Pertany al territori de l'antic terme de Jou. Està situada a l'extrem oriental del nucli de població de Jou.

## Descripció
Església d'una sola nau dividida en tres trams, amb capçalera quadrada a l'oest i coberta amb volta d'aresta tant en la nau com a la capçalera i les capelles laterals. La porta es troba a la façana est, als peus de l'església. És d'arc de mig punt dovellada i està rematada per una petita fornícula. A la part superior de la façana, sota el pinyó de la coberta de llicorella a dues vessants hi ha un petit ull de bou. A l'esquerra i prop del pinyó hi ha una petita espadanya d'un únic arc de mig punt. A l'altre costat s'aixeca la torre campanar rematada per un agut xapitell. Parets arrebossades.
A l'interior de l'església trobem un retaule de Sant Sebastià i Sant Pere de Jou del segle xvii d'etil barroc i en un bon estat de conservació.
A l'altar major trobem un altre retaule del segle xviii d'estil nesoclàssic en un bon estat de conservació.